# Мэйджорс, Ли
Ли Мэйджорс (англ. Lee Majors, род. 23 апреля 1939, Уайандотт) — американский актёр, известный благодаря ролям на телевидении. Мэйджорс наиболее известен благодаря своим ролям в сериалах «Большая долина» (1965—1969), «Оуэн Маршалл, советник адвокатов» (1971—1974), «Человек на шесть миллионов долларов» (1974—1978), за которую он номинировался на премию «Золотой глобус» за лучшую мужскую роль в телевизионном сериале — драма в 1977 году, и «Каскадёры» (1981—1986). Все эти шоу транслировались на ABC.

## Биография
Мэйджорс обучался по спортивной стипендии в Индианском университете, но в итоге из-за травмы не смог продолжать карьеру и переквалифицировался в телевизионного актёра. Он дебютировал в эпизоде шоу «Дымок из ствола» и с тех пор появился в более семидесяти телевизионных шоу и нескольких кинофильмов. Роль в сериале «Большая долина» он получил обойдя более четырехсот других актёров, среди которых был и Берт Рейнольдс. Также Мэйджорс снялся во множестве сделанных для телевидения фильмах, в основном, сиквелах сериала «Человек на шесть миллионов долларов». В последние годы он появился в сериалах «Дурман», «Анатомия страсти», «Воспитывая Хоуп» и «Даллас», в последнем из которых он сыграл старого возлюбленного Сью Эллен Юинг. В 2016 году сыграл роль отца Эша Уильямса, Брока, во втором сезоне сериала «Эш против зловещих мертвецов».
В 1984 году, Мэйджорс получил именную звезду на голливудской «Аллее славы» за вклад в развитие телевидения. Вне экрана, Мэйджорс был женат четырежды, самый значимый из браков был с Фэррой Фосетт с 1973 по 1982 год. В период брака, его с Фосетт в прессе окрестили реальными Кеном и Барби. После расставания, Мэйджорс встретился с Фосетт лишь в 2009 году, за два месяца до её смерти от рака.